# Ma’in Abd al-Malik Sa’id
Ma’in Abd al-Malik Sa’id as-Sabri (ar. معين عبدالملك سعيد الصبري, ur. w 1976 w Ta’izz) – jemeński polityk, premier Jemenu od 15 października 2018 do 5 lutego 2024, od 27 kwietnia 2017 minister robót publicznych i infrastruktury w rządzie Jemenu na uchodźstwie.